# Рохи (Багдатский муниципалитет)
Рохи (груз. როხი) — село в Грузии, в муниципалитете Багдати края Имеретия.

## География
Село расположено на правом берегу реки Корисскали. Высота над уровнем моря — 80 метров. Находится в 12 километрах от Багдати.

## Население
По данным на 2014 год в селе проживало 1667 человек.

### Демография
| Год переписи | Население | Мужчины | Женщины |
| ------------ | --------- | ------- | ------- |
| 2002         | 2162      | 1039    | 1123    |
| 2014         | 1667      | 848     | 819     |